# Decencia
Decencia, en el ámbito del colectivo social, es el «aseo, compostura y adorno correspondiente a cada persona o cosa», 
 como respeto de la moralidad establecida, las denominadas «buenas costumbres», y tradicionalmente aplicado a aspectos relacionados con la sexualidad. En un  sentido más amplio define también la actitud honrada y el rechazo de actos «delictivos, ilícitos o moralmente reprobables».
Toma su etimología del latín decentia y de su verbo decet, que significa sentar bien, parecer bien.
Iconográficamente suele representarse con la imagen de un joven hermoso, coronado de amaranto y de «porte aristocrático, vestido de seda y tocado con una piel de león», que lleva en una mano un caduceo y en la otra una rama de la mencionada planta.
La decencia es tomada a menudo como sinónimo de pudor, ya que tocar temas referentes a la desnudez y la sexualidad es considerado como un tabú por parte de la sociedad.